# Linn Remmen
Linn Remmen (...) è un'ex sciatrice alpina norvegese.

## Biografia
Specialista delle prove veloci, la Remmen vinse la medaglia di bronzo nella discesa libera ai Campionati norvegesi del 1988, la medaglia d'oro nella discesa libera e quella di bronzo nel supergigante a quelli del 1989, la medaglia d'argento nella discesa libera a quelli del 1990 e a quelli del 1991 e la medaglia di bronzo nella discesa libera e nel supergigante a quelli del 1992; non ottenne piazzamenti in Coppa del Mondo né prese parte a rassegne olimpiche o iridate.

## Palmarès

### Campionati norvegesi
- 7 medaglie (dati dalla stagione 1987-1988):
  - 1 oro (discesa libera[1] nel 1989)
  - 2 argenti (discesa libera[senza fonte] nel 1990; discesa libera[senza fonte] nel 1991)
  - 4 bronzi (discesa libera[senza fonte] nel 1988; supergigante[senza fonte] nel 1989; discesa libera, supergigante[senza fonte] nel 1992)